# Granliden (naturreservat, Sorsele kommun)
Granliden är ett naturreservat i Sorsele kommun i Västerbottens län.
Området är naturskyddat sedan 1997 och är 66 hektar stort. Reservatet omfattar två delområden och består av gles granskog med en del äldre grova tallar.